# 334-й радиотехнический полк
334-й Краснознамённый радиотехнический полк (в/ч 96848) — воинская часть (полк) радиотехнических войск в составе 2-й дивизии ПВО ВКС РФ.  Штаб находится в городе Петрозаводск. 
Полк своими техническими средствами осуществляли наблюдение воздушного пространства на протяжении 800 километров государственной границы.
Сокращённое наименование — 334 ртп.

## История
7 ноября 1932 года в Смоленской области  сформирован 6-й отдельный батальон воздушного наблюдения, оповещения и связи (ВНОС), вошедший в состав Московского военного округа. В 1939 году батальон передислоцирован в Карелию, на Кировскую железную дорогу. Батальон принимал участие в советско-финской войне.
В феврале 1942 года 6-й отдельный батальон ВНОС получил звание Краснознамённого.
1949 году на его базе батальона сформирован 12-й радиотехнический полк, В 1953 году он переименован в 18-м Отдельный РТП 22-й Воздушной армии. В 1960 году переподчинён 10-й армии в Архангельске.
В 1962 году полк  передан в 5-ю дивизию ПВО и переформирован в 172-й РТП.
В 1989 году все радиотехнические подразделения были включены в состав переформированной из 172-го РТП в 170-й радиотехническую бригаду.
В результате военной реформы в 2008 году бригада переформирована в 334-й радиотехнический полк.

## Дислокация[4]
| № п/п | Воинская часть | Адрес                                                               | Координаты | Примечание  | Прим2   |
| ----- | -------------- | ------------------------------------------------------------------- | ---------- | ----------- | ------- |
| 1     | 96848-А        |                                                                     |            |             |         |
| 2     | 96848-Б        | Республика Карелия, Лоухский район пгт. Лоухи                       |            |             |         |
| 3     | 96848-В        |                                                                     |            |             |         |
| 4     | 96848-Г        | Республика Карелия, Кемский район н. п. 14 км                       |            | (в/ч 52416) |         |
| 5     | 96848-Н        | Ленинградская область, Лодейнопольский район, г. Лодейное поле 6 км |            |             |         |
| 6     | 96848-Е        | Республика Карелия, Муезерский район п. Лендеры                     |            | (в/ч 48808) | 54 орлр |
| 7     | 96848-Ж        | Республика Карелия, Сортавальский район п. Кааламо                  |            |             |         |
| 8     | 96848-К        | Республика Карелия, Пряжинский район п. Чална                       |            |             | 55 ртб  |
| 9     | 96848-Л        | Республика Карелия, Лахденпохский район п. Элисенваара              |            | (в/ч 65278) |         |
| 10    | 96848-М        | Республика Карелия, Сортавальский район о. Валаам                   |            | (в/ч 65269) | 66 орлр |
| 11    | 96848-Д        | Республика Карелия, Муезерский район с. Ругозеро                    |            |             |         |
| 12    | 96848-         | Республика Карелия, Суоярвский район г. Суоярви                     |            |             | 54 орлр |
| 13    | 96848          | Республика Карелия, Муезерский район п. Реболы                      |            | (в/ч 48807) | 83 ртб  |
| 14    | 96848          | КАССР, Пудожский район п. Пудож                                     |            | (в/ч 68018) | 52 орлр |
| 15    | 96848          | КАССР, Медвежьегорский р-н п. Повенец до 1987 г.                    |            | (в/ч 52417) | 51 орлр |
| 16    | 96848          | КАССР, Кондопожский р-н п. Кедрозеро после 1987 г.                  |            | (в/ч 52417) | 51 орлр |
| 17    | 96848          | КАССР, Муезерский р-н п. Минозеро                                   |            |             | 81 орлр |
| 18    | 96848          | КАССР, Паданский р-н п. Паданы до 1987 г.                           |            |             | 89 ртб  |
| 19    | 96848          | КАССР, Паданский р-н, п. Паданы после 1987 г.                       |            |             | ?? орлр |
| 20    | 96848          | КАССР, Суоярвский? р-н п. Куолисма                                  |            |             | 53 орлр |

## Командиры

### 6-й отдельный Краснознамённый батальон ВНОС
- Ненашев Н. А. (1932-1935)[3]
- майор Мещеряков, Василий Тихонович (1935-1937)
- капитан Александров, Анатолий Аркадьевич (1937-1938)
- подполковник Кочетков,Корней Дмитриевич (1938-1945)
- майор Мещерский, Георгий Харитонович (1945-1947)
- подполковник Шумаков, Павел Васильевич (1947-1949)
- подполковник Крпмер, Иван Филипович (1949-1952)

### 18-й Краснознамённый радиотехнический полк ПВО
- подполковник Арбузов, Михаил Фёдорович (1952-1954)
- подполковник Сокуренко,Владимир Иванович (1954-1956)
- подполковник Кадин,Алексей Михайлович (1956-1962)
- подполковник Гусев, Евгений Андреевич (1962-1970)
- подполковник Решетковский, Иван Иванович (1970-1973)
- подполковник Дятков, Александр Фёдорович (1973-1978)
- подполковник Кабанов, Владимир Фёдорович (1978-1981)
- подполковник Хевсуришвили, Виталий Николаевич (1981-1985)
- подполковник Алёшин, Александр Иванович (1985-1987)
- подполковник Шадрин, Виктор Михайлович (1987-1990)

### 174-я Краснознамённая радиотехническая бригада
- подполковник Голова, Николай Анатольевич (1990-1992)
- полковник Давиденко, Пётр Владимирович (1992-1995)
- полковник Иванов, Николай Александрович (1995-1998)

### 60-й отдельный батальон ВНОС
- подполковник Лысков, Илья Романович (1947-1949)
- майор Мочалкин, Александр Иванович (1949-1952)
- подполковник Серажинский, Николай Кондратьевич (1952-1954)
- подполковник Чабан, Фока Николаевич (1954-1962)
- подполковник Тумусяк, Борис Владимирович (1962-1966)

### 172-й радиотехнический полк
- подполковник Поляков, Николай Куприянович (1966-1969)
- подполковник Овчинников, Анатолий Михайлович (1969-1970)
- подполковник Кудрявцев, Юрий Викторович (1970-1974)
- подполковник Пчельников, Виктор Иванович (1974-1976)
- подполковник Зимин, Николай Михайлович (1976-1978)
- полковник Волунгис Йонас Прано (1978-1984) живёт в Вильнюсе.
- подполковник Ушаков В.И. (1984-1986)

### 170-я радиотехническая бригада
- полковник Караванский Е. В. (1986-1990)
- полковник Жук Ю. В. (1990-1998)
- полковник Малаев Г. С. (1998-2006)
- полковник Кохно В. Г. (2006)[7]
- полковник Нерастенко А. А.[8]

## Награды
- Орден Красного Знамени (Указ Президиума Верховного Совета СССР от 22 февраля 1943 г.) [9]

## Интересные факты
- В состав полка входит единственная в своём роде православная радиотехническая рота дислоцированная на острове Валаам[10].
- Военнослужащие полка стали прототипами фильма "А зори здесь тихие...".[11][12]